# Isla Johns (Washington)
La isla Johns es una isla del archipiélago de las islas San Juan, situadas en el estrecho de Georgia. Pertenecen al Estado de Washington, Estados Unidos.
La isla posee un área de 0.908 km² y una población de 5 personas, según el censo de 2000. Se encuentra entre la isla Stuart y la isla Spieden. 